# Upravna delitev Slovenije (1949)
Upravna delitev Ljudske republike Slovenije iz leta 1949.

## Zakonodaja
Z Zakonom o spremembah in dopolnitvah zakona o upravni delitvi Ljudske republike Slovenije, ki je bil objavljen januarja 1946 v Uradnem listu Ljudske republike Slovenije, št. 8/49, je bila uvedena Primorska oblast, nakar pa so maja istega leta uvedli 3 oblasti kot višje upravne enote nad okrajem.
Že oktobra 1949 sta se Maribor in Celje izločili iz okrajev kot posebni upravni enoti, prišlo pa je tudi do reorganizacije rajonov in krajev znotraj nekaterih okrajev. Naslednji mesec je sledila še ena reforma, ko so pričeli v okrajih ukinjati posamezne kraje.
Leta 1950 je bila izvedena nova reforma, v kateri sta se tudi Jesenice in Kranj izločila iz okrajev, pri čemer pa so preimenovali posamezne okraje. Oblasti pa so ostale le do januarja 1951, ko so bile ukinjene.

## Delitev
Januar 1949
- glavno mesto Ljubljana

- I. rajon
- II. rajon
- III. rajon
- IV. rajon
- kraj Polje

- okraji

- Okraj Celje
- Okraj Celje okolica (76 krajev)
- Okraj Črnomelj (29 krajev)
- Okraj Dravograd (41 krajev)
- Okraj Grosuplje (28 krajev)
- Okraj Jesenice (29 krajev)
- Okraj Kamnik (39 krajev)
- Okraj Kočevje (33 krajev)
- Okraj Kranj (58 krajev)
- Okraj Krško (59 krajev)
- Okraj Lendava (26 krajev)
- Okraj Ljubljana okolica (63 krajev)
- Okraj Ljutomer (40 krajev)
- Okraj Maribor mesto
- Okraj Maribor okolica (72 krajev)
- Okraj Mozirje (29 krajev)
- Okraj Murska Sobota (114 krajev)
- Okraj Novo mesto (45 krajev)
- Okraj Poljčane (48 krajev)
- Okraj Ptuj (88 krajev)
- Okraj Radgona (52 krajev)
- Okraj Trbovlje (25 krajev)
- Okraj Trebnje (27 krajev)

- Primorska oblast (Postojna)

- Okraj Idrija (18 krajev)
- Okraj Ilirska Bistrica (27 krajev)
- Okraj Gorica (80 krajev)
- Okraj Postojna (35 krajev)
- Okraj Sežana (41 krajev)
- Okraj Tolmin (42 krajev)

Maj 1949
- glavno mesto Ljubljana

- I. rajon
- II. rajon
- III. rajon
- IV. rajon
- kraj Polje

- Goriška oblast

- Okraj Gorica
- Okraj Idrija
- Okraj Ilirska Bistrica
- Okraj Postojna
- Okraj Sežana
- Okraj Tolmin

- Ljubljanska oblast

- Okraj Celje okolica
- Okraj Črnomelj
- Okraj Grosuplje
- Okraj Jesenice
- Okraj Kamnik
- Okraj Kočevje
- Okraj Kranj
- Okraj Krško
- Okraj Ljubljana okolica
- Okraj Mozirje (Šoštanj)
- Okraj Novo mesto
- Okraj Trbovlje
- Okraj Trebnje
- območje mesta Celje

- Mariborska oblast

- Okraj Dravograd (Slovenj Gradec)
- Okraj Lendava
- Okraj Ljutomer
- Okraj Maribor okolica
- Okraj Murska Sobota
- Okraj Poljčane
- Okraj Ptuj
- Okraj Radgona
- območje mesta Maribor

Oktober 1949
- glavno mesto Ljubljana

- I. rajon
- II. rajon
- III. rajon
- IV. rajon
- V. rajon

- Goriška oblast

- Okraj Gorica
- Okraj Idrija
- Okraj Ilirska Bistrica
- Okraj Postojna
- Okraj Sežana
- Okraj Tolmin

- Ljubljanska oblast

- Okraj Celje okolica
- Okraj Črnomelj
- Okraj Grosuplje
- Okraj Jesenice
- Okraj Kamnik
- Okraj Kočevje
- Okraj Kranj
- Okraj Krško
- Okraj Ljubljana okolica
- Okraj Mozirje (Šoštanj)
- Okraj Novo mesto
- Okraj Trbovlje
- Okraj Trebnje

- mesto Celje
- Mariborska oblast

- Okraj Dravograd (Slovenj Gradec)
- Okraj Lendava
- Okraj Ljutomer
- Okraj Maribor okolica
- Okraj Murska Sobota
- Okraj Poljčane
- Okraj Ptuj
- Okraj Radgona

- mesto Maribor

- I. rajon
- II. rajon
- III. rajon

1950
- glavno mesto Ljubljana

- I. rajon
- II. rajon
- III. rajon
- IV. rajon
- V. rajon

- Goriška oblast

- Okraj Gorica
- Okraj Idrija
- Okraj Ilirska Bistrica
- Okraj Postojna
- Okraj Sežana
- Okraj Tolmin

- Ljubljanska oblast

- Okraj Celje okolica
- Okraj Črnomelj
- Okraj Grosuplje
- Okraj Kamnik
- Okraj Kočevje
- Okraj Kranj okolica
- Okraj Krško
- Okraj Ljubljana okolica
- Okraj Novo mesto
- Okraj Radovljica
- Okraj Trbovlje
- Okraj Trebnje
- Okraj Šoštanj

- mesto Jesenice
- mesto Kranj
- mesto Celje
- Mariborska oblast

- Okraj Lendava
- Okraj Ljutomer
- Okraj Maribor okolica
- Okraj Murska Sobota
- Okraj Poljčane
- Okraj Ptuj
- Okraj Radgona
- Okraj Slovenj Gradec

- mesto Maribor

- I. rajon
- II. rajon
- III. rajon